# Hucho ishikawae
Hucho ishikawae är en fiskart som beskrevs av Tamezo Mori botanist 1928. Hucho ishikawae ingår i släktet Hucho och familjen laxfiskar. IUCN kategoriserar arten globalt som otillräckligt studerad. Inga underarter finns listade i Catalogue of Life.
Arten förekommer i norra Nordkorea samt i angränsande områden av Kina.